# کوه کروشویکا
کوه کروشویکا (به صربی: Kruševica) یک کوه در صربستان است که در لسکواس واقع شده‌است. کوه کروشویکا ۹۱۳ متر بالاتر از سطح دریا واقع شده‌است.